# 皇帝ティートの慈悲
『皇帝ティートの慈悲』（こうていティートのじひ、イタリア語：La clemenza di Tito）K.621は、ヴォルフガング・アマデウス・モーツァルトが作曲したオペラ・セリア。イタリア語。日本語では『ティート帝の慈悲』とも訳される。1791年9月6日にプラハで初演された。実在したローマ皇帝ティトゥス（ティートはイタリア語読み）を描く。台本は、メタスタージオによる原作をザクセン選帝侯国の宮廷詩人カテリーノ・マッツォラが改作したものによる。『魔笛』とともに、モーツァルトの死の年に作られたオペラである。

## 作曲の経緯
このオペラは、神聖ローマ皇帝レオポルト2世がプラハで行うボヘミア王としての戴冠式（1791年9月6日）で上演する演目として、ボヘミアの政府から作曲が依頼された。プラハの興行主ドメニコ・グアルダゾーニが依頼にあたった。メタスタージオによる台本は、1734年以来多くの作曲家によって作曲されてきたものである。この台本が指定されたのは、戴冠式の演目には「君主の慈悲」をテーマとしたオペラ・セリアがふさわしいとされたためであろう。オペラ台本としての適合性のため3幕だったオリジナルの台本をマッツォラが2幕に短縮した。
19世紀の伝記作者ニーメチェクやニッセンによれば、モーツァルトはこの曲を18日間で書き上げたという。しかし現在では、モーツァルトは早い時期からマッツォラと接触し、作曲を始めていたという説もある。1791年4月26日にプラハで開催されたコンサートの記録に「ロンド、バセットホルン助奏付、モーツァルト氏作曲」があり、これが『皇帝ティートの慈悲』第2幕でヴィテッリアが歌うロンド（第23番）の元になっていると見られるためである。
ランドンは次の説を立てている。グァルダゾーニは当初作曲をアントニオ・サリエリに依頼したが断られ、7月半ばにウィーンを訪れた際に台本の短縮をマッツォラに依頼し、作曲をモーツァルトに依頼した。しかし、歌手の配役が決まっていなかったため、作曲はなかなか進まなかった。8月半ばにグァルダゾーニは歌手の詳細をモーツァルトに伝え、モーツァルトは『魔笛』の作曲を中断し、ほぼ伝記のとおりに曲の大部分を約18日間で書き上げた。レチタティーヴォ・セッコは弟子のジュースマイヤーが担当した。ケッヘル番号は「魔笛」より後で作曲が遅く開始されたのにもかかわらず、「魔笛」より前に作曲が完成した。

## 初演と再演

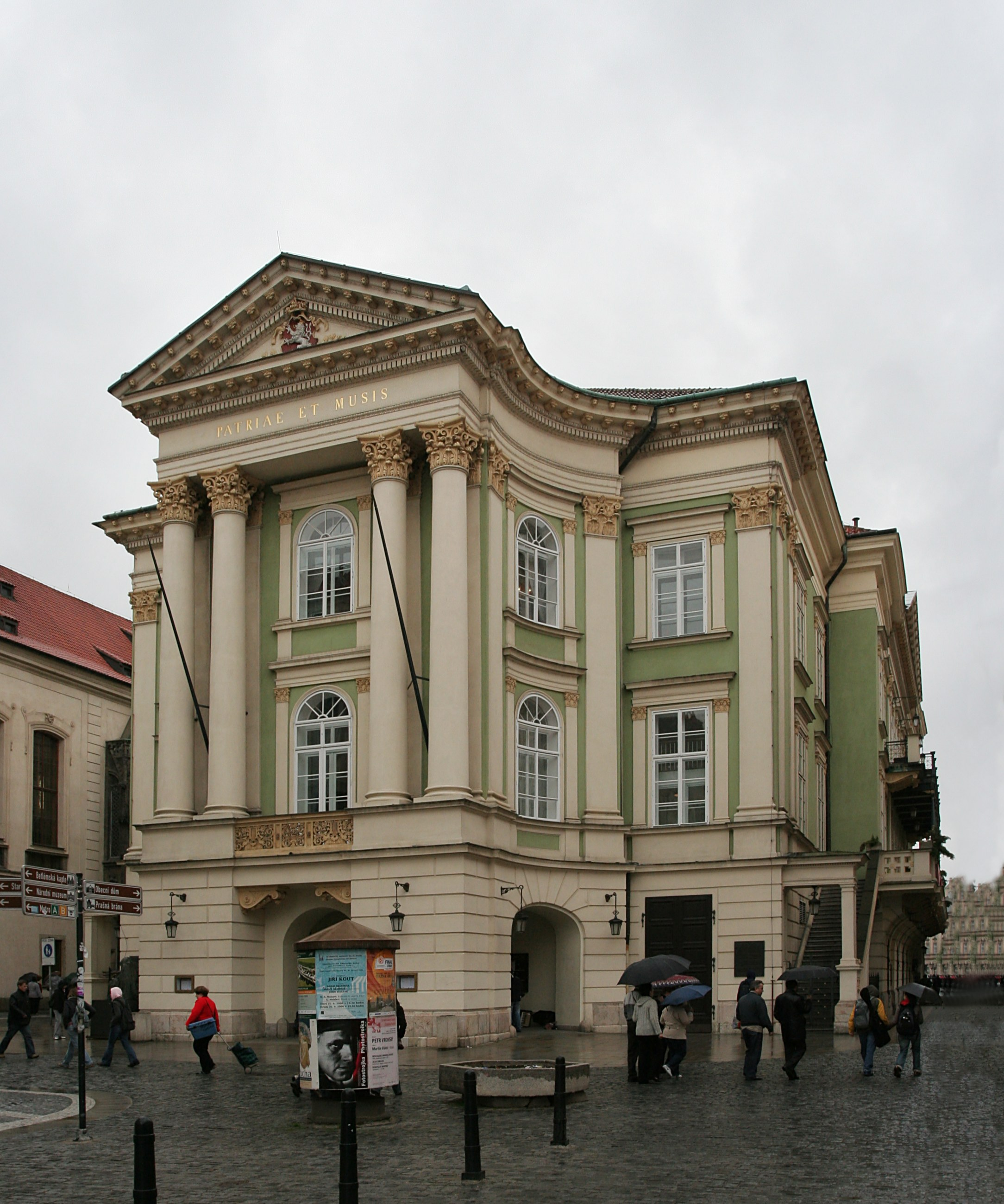
プラハ国立劇場

1791年8月28日、モーツァルトはプラハに妻のコンスタンツェ、弟子のジュースマイヤーとともに到着した。翌29日にはレオポルト2世が到着、9月半ばまで祝祭が繰り広げられた。レオポルト2世はモーツァルトとサリエリを冷遇していたが、祝祭では『ドン・ジョヴァンニ』も上演され、サリエリはモーツァルトのミサ曲K.258、K.317『戴冠式』、K.337を指揮した。
9月6日レオポルト2世が戴冠し、その晩に国立劇場で皇帝と皇后マリア・ルドヴィカの臨席のもと、『皇帝ティートの慈悲』が初演された。皇后がこのオペラをイタリア語で「ドイツ人の汚らしいもの」（una porcheria tedesca）と評したという話は有名で、ありえそうなことだが、証拠はない（皇后はスペイン人として、夫やモーツァルトを含む嫁ぎ先の神聖ローマ帝国をドイツ人の国として意識していたと思われる）。初演が不評だったのは確かであるが、プラハでは9月末まで再演され、喝采を博した。
モーツァルトの死後、コンスタンツェはこのオペラをウィーンで初演することを企画し、1794年12月29日にケルントナートーア劇場で上演した。ウィーンでの上演は成功を収め、コンスタンツェは1795年から1796年までドイツ各地でこのオペラを上演した。

## 評価
19世紀から20世紀にかけて、このオペラはモーツァルトの晩年の作品の中では最も演奏頻度の低い作品となった。多くの批評家は、作曲期間の短さから「にわか作り」の失敗作と評価してきた。しかし、モーツァルトはオペラのできばえに満足していたようで、「マッツォラ氏によって本格的なオペラに改作された」と記している。
マッツォラがメタスタージオの原作を大幅にカットしたために人物描写が平板となり、音楽もモーツァルトの他のオペラと比べると密度が低いと評される。皇帝ティートは「作り物めいている」とされ、モーツァルトはわざと皇帝の慈悲を非現実的に描いたのではないかとする意見もある。一方、アインシュタインは、マッツォラが原作をぶちこわしたために「百倍も効果のあるリブレットを得た」とし、評価の低さの理由をモーツァルトの時代にはすでに時代遅れになっていた「オペラ・セリア」という形式に帰している。
現在ではジャン＝ピエール・ポネルの演出やニコラウス・アーノンクールの指揮などによって再評価が進み、DVDもいくつか販売されている。

## 登場人物
- ローマ皇帝ティート - テノール
- セスト - ティートの友人でヴィテッリアを愛している、カストラート
- ヴィテッリア - 先帝ヴィテッリオの娘、ソプラノ
- アンニオ - セストの友人でセルヴィリアの恋人、ソプラノ（ズボン役）
- セルヴィリア - セストの妹でアンニオの恋人、ソプラノ
- プブリオ - 近衛隊長官、バス
- 合唱

現在ではセストとアンニオはメゾソプラノ歌手によって歌われる。

## 楽器編成
フルート2、オーボエ2、クラリネット2、バセットホルン1、ファゴット2、ホルン2、トランペット2、ティンパニ、ヴァイオリン2部、ヴィオラ、バス（チェロ、コントラバス）
プラハの初演ではアントン・シュタードラーがバセットホルンを演奏した。

## 演奏時間
約2時間10分（各60分、70分）。

## あらすじ
ティートの父ウェスパシアヌスは数々のライバルを倒して皇帝となった人物で、息子のティトゥス（ティート）はユダヤ戦争を指揮してエルサレムを鎮圧した。古代ローマの町ポンペイが大噴火で埋まった時の皇帝であり、災害復旧に寝る間も惜しんで尽力したが、激務のために早死にしてしまった。ということで大変慈悲深い皇帝として知られている。ポンペイは1739年に発掘され一大センセーションを巻き起こした。古代ギリシアから古代ローマまでの真の姿はこの遺跡から想像して見ることしかできない。モーツァルトは父に連れられてポンペイ遺跡を見ている、このことは父の手紙に詳しい。

### 第1幕
ヴィテッリアは自分の父から皇位を奪ったティートを憎んでいるが、自分が皇妃となることを望み、ティートがユダヤの王女ベレニーチェを妃に迎えることに嫉妬する。ヴィテッリアは自分に思いを寄せるセストをそそのかして、ティートを暗殺させようとする。そこにアンニオが現れ、ティートがベレニーチェと別れたと告げる。アンニオはセストの妹セルヴィリアとの結婚を望んでいる。ところが、ティートがセルヴィリアを妃に迎えると語り、セストとアンニオは苦悩する。
セルヴィリアはアンニオを愛しているとティートに申し出る。ヴィテッリアは再びティートを暗殺するようセストをそそのかす。セストはヴィテッリアの言うとおりにすると決意する。セストが立ち去ると、アンニオとプブリオが現れ、ティートがヴィテッリアを妃に迎えると告げ、ヴィテッリアは驚愕する。セストはティートの暗殺を決行してしまい、混乱のうちに幕となる。
構成
- 序曲
- 第1曲 二重唱「気のすむように命じなさい」
- 第2曲 アリア「私を喜ばせたいとお望みなら」
- 第3曲 小二重唱「優しく抱き合おう」
- 第4曲 行進曲
- 第5曲 合唱「保ちたまえ」
- 第6曲 アリア「比類この上ない玉座の」
- 第7曲 二重唱「昔の愛情に免じて」
- 第8曲 アリア「玉座をとりまく」
- 第9曲 アリア「私は行く」
- 第10曲 三重唱「参りましょう」
- 第11曲 レチタティーヴォ（伴奏付き）「神々よ、これはなんという狂気だ」
- 第12曲 合唱付五重唱「保ちたまえ」

### 第2幕
アンニオは、ティートが無事だったことをセストに伝える。旅立とうとするセストをアンニオは引き止める。しかし、セストはプブリオに逮捕されてしまう。ティートはセストが犯人であることを信じようとしない。アンニオはセストの助命を嘆願する。ティートは裏切られたとショックを受けるが、死刑宣告への署名をためらう。ティートはセストから事情を聞きだそうとするが、セストはヴィテッリアをかばって罪をかぶる。
アンニオとセルヴィリアは、セストの助命をティートに嘆願するようヴィテッリアに頼み込む。ヴィテッリアはティートに自分の罪を打ち明けようと決心する。ティートがセストに死刑を告げようとする瞬間、ヴィテッリアは自分が首謀者であると名乗り出る。ティートは「裏切りよりも慈悲が強い」として、すべてを許す。一同はティートを讃え、幕となる。
構成
- 第13曲 アリア「ティートの傍にもどりたまえ」
- 第14曲 三重唱「もしやお顔に」
- 第15曲 合唱「感謝の念を」
- 第16曲 アリア「裏切りに気づくのが」
- 第17曲 アリア「あなたは裏切られました」
- 第18曲 三重唱「あれがティートの顔であろうか」
- 第19曲 ロンド「この今のときだけでも」
- 第20曲 アリア「皇帝の主権にとって」
- 第21曲 アリア「涙以外のことを」
- 第22曲 伴奏付きレチタティーヴォ「ヴィテッリア、今こそ」
- 第23曲 ロンド「花の美しい鎹（かすがい）を編もうと」
- 第24曲 合唱「あなたが天の神々の」
- 第25曲 伴奏付きレチタティーヴォ「今日は又なんという日なのだろう」
- 第26曲 合唱つき六重唱「あなたは本当に私を許してくれました」